# Спортивная гимнастика на летних Олимпийских играх 1904 — кольца
Соревнования на кольцах в спортивной гимнастике среди мужчин на летних Олимпийских играх 1904 прошли 28 октября. Приняли участие несколько спортсменов из одной страны.

## Призёры
| Золото           | Серебро         | Бронза         |
| Герман Гласс США | Уильям Мерц США | Эмиль Войт США |

## Соревнование
| Место | Спортсмен          | Результат |
| ----- | ------------------ | --------- |
| 1     | Герман Гласс (USA) | 45        |
| 2     | Уильям Мерц (USA)  | 35        |
| 3     | Эмиль Войт (USA)   | 32        |